# Дженьюари, Чарльз
Чарльз Джеймс Дженьюари младший (англ. Charles James January, Jr.; 1 февраля 1888, округ Хидалго, Техас — 26 апреля 1970, Лос-Анджелес) — американский спортсмен, серебряный призёр летних Олимпийских игр 1904 в футболе.

## Биография
На Играх 1904 в Сент-Луисе Дженьюари выступал за первую сборную США, представленную командой местного Колледжа христианских братьев, за которую также выступали его братья: Джон и Том. Они проиграли матч Канаде, сыграли вничью, а затем выиграли встречу с другой американской командой и заняли в итоге второе место, получив серебряные медали. Чарльз также выступал в бейсбольной Минорной лиге.
По завершении спортивной карьеры держал галантерею и управлял почтовым отделением в Мак-Аллене, что в Техасе. Его дочь Лоис Дженьюари стала известной актрисой.